# QuarkImmedia
QuarkImmedia war ein Autorensystem innerhalb von QuarkXPress, das es Designern ermöglichte, interaktive Multimediapräsentationen innerhalb zu erstellen und diese für CD-ROM zu exportieren und – mit Einschränkungen – auch fürs Web.

## Autorenwerkzeug
Die erste Version von QuarkImmedia wurde 1996 vom Unternehmen Quark Inc. ausgeliefert.
QuarkImmedia war technisch eine XTension, also ein Plug-in für das DTP-Layoutprogramm QuarkXPress, die es Designer ermöglichte, direkt in dem Programm, das sie bereits kannten, interaktive Präsentationen zu erstellen.
Die Idee war, dass, statt Programmiersprachen wie Lingo (Macromedia Director) oder ActionScript (Flash) zu lernen, der Benutzer Elemente wie Animationen, Schaltflächen, Sounds, Videos etc. direkt in QuarkXPress definiert und mittels vorgefertigter Aktionen animiert bzw. interaktiviert. So konnten auch Designer Interaktivität im Web oder offline erstellen, ohne Programmieren oder Coden lernen zu müssen.
Das Autorenwerkzeug gab es nur für QuarkXPress unter Mac OS (Classic), nie für Windows. Abgespielt werden konnte IMD auf beiden Plattformen.
QuarkImmedia kostete damals ca. 2.000 DM (knapp 1.023 Euro), also so viel wie QuarkXPress selbst.
1999 hat Quark das Programm eingestellt. 2006 hat Quark ein konzeptionell ähnliches Programm wie QuarkImmedia mit dem Quark Interactive Designer vorgestellt, das allerdings statt IMD nun SWF (Flash) bzw. einen Projektor exportiert.

## Exportformat
Nach Fertigstellung wurde das interaktive Layout aus QuarkXPress in ein proprietäres Format (IMD) exportiert, das dann vom QuarkImmedia Player abgespielt wurde. Es gab verschiedene Exportformate, für CD-ROM und für Internet. Während das CD-ROM Format eine IMD Datei erzeugte, bestand das Internetformat aus einer kleinen IMD-Datei, dem Loader und vielen Ressourcendateien, die dynamisch bei Bedarf nachgeladen wurden.

## QuarkImmedia Player
Den Player benötigte man, um exportierte Präsentationen (IMDs) abzuspielen. Optional konnte man auch den Player ins IMD einbetten und so Anwendungen (APPs, EXEs) erzeugen, ähnlich wie Flash das für Projektoren ermöglicht.
Den Player gab es anfangs nur für Mac OS Classic (68k und PPC), später auch für Windows (16- und 32-Bit), und durfte frei verbreitet werden.
Der Player holte sich das IMD entweder lokal vom Filesystem oder über TCP/IP (z. B. übers Internet). Der Player war kein Browser plug-in und wurde über MIME-Types aus dem Browser aufgerufen.

## Anwendungen
Bekannteste Anwendungen, erstellt mit QuarkImmedia, waren:
- Die britische Spice-Girls-Webseite
- Das ZDF CD-ROM Jahrbuch 1996
- Das Spiel „Schriften erkennen“ der Hochschule für Druck und Medien, Stuttgart

## Versionsgeschichte
- QuarkImmedia 1.0 (1996) kompatibel mit QuarkXPress 3.32, Autorenwerkzeug (XTension) und Player nur für Mac OS.
- QuarkImmedia 1.01 (1997) Player nun auch für Windows (16-Bit)
- QuarkImmedia 1.02 (1998)
- QuarkImmedia 1.03 (1998) nur für den asiatischen Markt?
- QuarkImmedia 1.5 (1998) letzte Version, die viele zusätzliche Erweiterungen brachte, u. a. auch Web-Aktionen, Formeln, Unterstützung für AppleScript, Windows-Player nun 32-Bit, Unterstützung für QuarkXPress 4
- Ende 1999 – Produkt eingestellt